# استان پلوودیف
پلوودیف نام یکی از استان‌های کشور بلغارستان است.

## نگارخانه

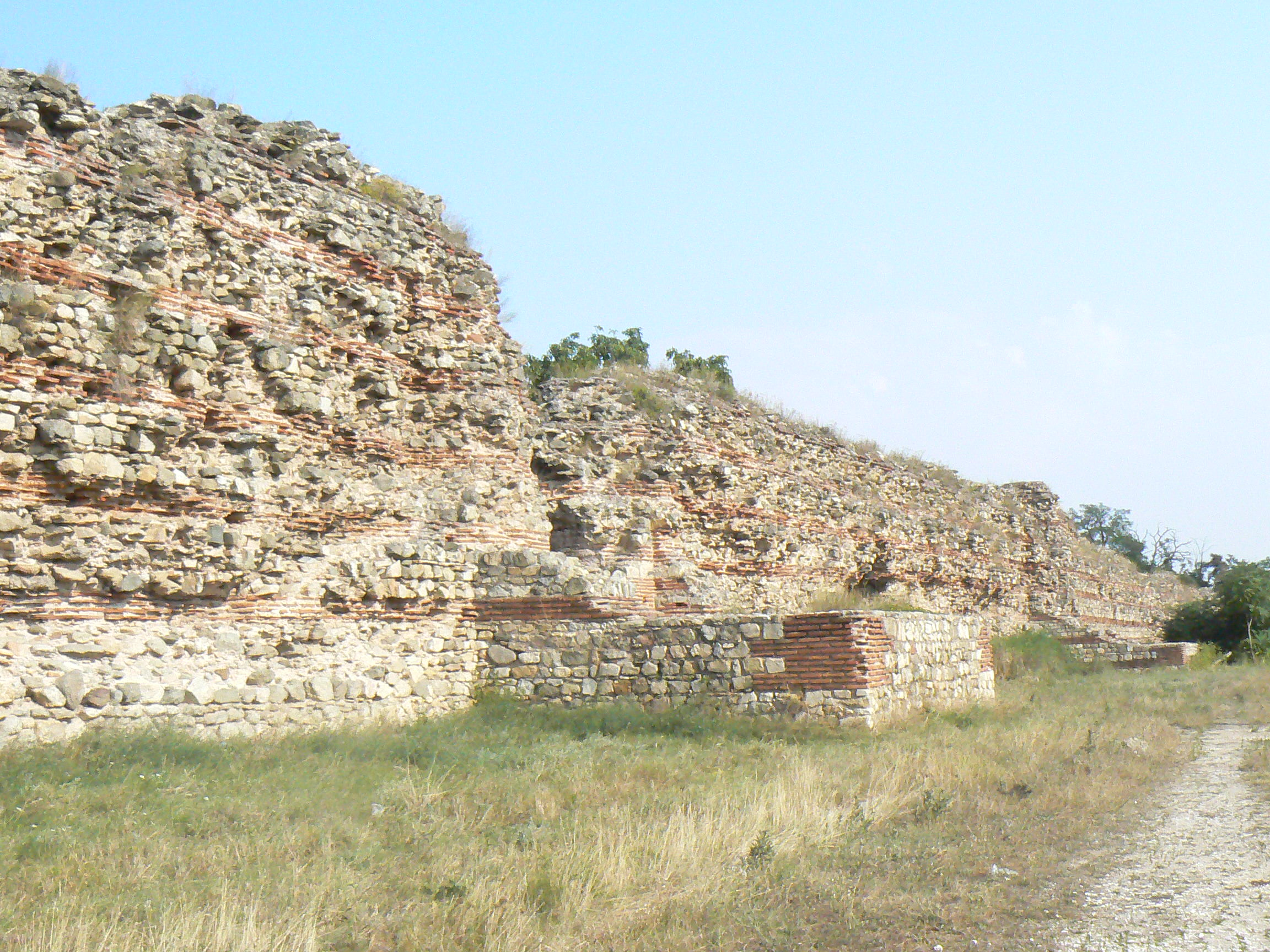